# Andi (volk)
De Andi (Andi: КъӀваннал, Khivannal; Russisch: Андийцы, Anditsy) zijn een van de inheemse volken van de Russische autonome republiek Dagestan, in het oosten van de Kaukasus. Hun woongebied is onderdeel van het district Botlichski. Ze spreken het gelijknamige Andi, een Nach-Dagestaanse taal. De Andi hebben de soennitische islam als religie, ook al zijn er wel pre-islamitische gebruiken aanwezig.

## Geografie
De Andi leven in het westen van Dagestan, nabij de grens van Tsjetsjenië. Hun buren in het noordwesten zijn de Tsjetsjenen, in het oosten, zuidoosten en zuidwesten de Avaren en in het zuiden de verwante Botlich en verder naar het zuiden andere kleinere etnische groepen die een van de andere Andi-talen spreken. De belangrijkste nederzettingen van de Andi bevinden zich in Andia, een hoog gelegen vallei van een zijrivier van de Andiskoje Kojsoe. Deze vallei wordt omgeven door de Andi-bergketen en zijn uitlopers. Een met sneeuw bedekte steile bergketen, vormt de gehele noordelijke grens van de vallei en zorgt ervoor dat de koude wind minder invloed heeft waardoor er in de vallei een relatief gematigd klimaat heerst.
De vallei is door middel van een diepe en steile kloof verbonden met de vallei van de rivier de Andiskoje Kojsoe. Hierdoor was de vallei van de Andi in het verleden moeilijk te bereiken. Tegenwoordig loopt er echter ten westen van de vallei een doorgaande weg naar Tsjetsjenië, die meerdere zijwegen kent, waardoor alle Andi-dorpen over de weg bereikbaar zijn. Er zijn negen Andi-dorpen; Andi, Gunha, Gagatl, Rikvani, Chakhno, Zilo, Munib en Kvanhidatl. De grootste dorpen zijn Andi en Gagatl.

## Demografie
In 1926 telde de Andi 7.681 mensen en in 2002 was dit aantal gestegen tot 21.808. Ongeveer de helft van de Andi zijn echter gemigreerd naar het Dagestaanse laagland. Hoewel ze als een aparte groep werden gezien in de census van 1926, werden de Andi, samen met zeven taalkundig verwante groepen, in meer recentere Sovjet-censuses tot de Avaren gerekend. Bij de volkstelling van 2010 bedroeg hun aantal 11.789 wat mogelijk is veroorzaakt door migratie of het toerekenen aan de Avaren.

## Taal
Het Andi is een van de acht Andi-talen, een subgroep binnen de Nach-Dagestaanse talen. Een grote meerderheid spreekt echter ook het Avaars en ook het Russisch wordt steeds meer gesproken. Het Andi kan worden opgedeeld in twee dialecten, het Hoog-Andi en het Laag-Andi (Munib-Kvanhidatl). Het Andi bestaat niet als schrijftaal en in plaats daarvan wordt de schrijftaal van het Avaars gebruikt. In 2010 waren er 5800 sprekers.
Abazijnen ·
Abchaziërs ·
Achvachen ·
Adygeeërs ·
Aino ·
Aleoeten ·
Aljoetoren ·
Altaj (Oirot) ·
Andi ·
Armeniërs ·
Avaren ·
Azerbeidzjanen·
Balkaren ·
Baraba ·
Basjkieren ·
Bergjoden ·
Boerjaten ·
Chakassen ·
Chanten ·
Chinezen ·
Dargienen ·
Dolganen ·
Enetsen ·
Evenen ·
Evenken ·
Georgiërs ·
Grieken ·
Ingoesjen ·
Ingriërs ·
Itelmenen ·
Jakoeten ·
Joden ·
Joekagieren ·
Joepiken ·
Kabardijnen ·
Kalmukken ·
Kamtsjadalen ·
Karatsjajers ·
Kareliërs ·
Kazachen ·
Kereken ·
Ketten ·
Komi ·
Koreanen ·
Korjaken ·
Korjo-saram ·
Krim-Tataren ·
Lezgiërs ·
Mansen ·
Mari (Tsjeremissen) ·
Meschetische Turken ·
Mordwienen ·
Nanai ·
Negidalen ·
Nenetsen (Joeraken) ·
Nganasanen ·
Nivchen (Giljaken) ·
Nogai ·
Oedegen ·
Oedmoerten ·
Oekraïners ·
Oeltsjen ·
Oezbeken ·
Oroken ·
Orotsjen ·
Osseten ·
Polen ·
Pomoren ·
Rusland-Duitsers (inclusief Wolga-Duitsers) ·
Russen ·
Samen (Lappen) ·
Selkoepen ·
Sjoren ·
Sojoten ·
Tabassaranen ·
Perzen (Tadzjieken) ·
Taten ·
Teleoeten ·
Tofalaren ·
Tsachoeriërs (Caxur) ·
Tsjerkessen ·
Tsjetsjenen (Noxchi) ·
Tsjoektsjen ·
Tsjoelymen ·
Tsjoevanen ·
Tsjoevasjen ·
Turkmenen ·
Toevanen ·
Wepsen ·
Belarussen (Wit-Russen) ·
Wolga-Tataren ·
Woten